# Spaniens MotoGP 2006
Spaniens MotoGP 2006 var ett race som var säsongspremiären för Roadracing-VM 2006, vilket var den 58:e VM-säsongen i roadracing.

## MotoGP
Valentino Rossi inledde sitt titelförsvar på det sämsta tänkbara sättet; han vurpade i den första kurvan efter en startkollision. Han hade inte heller varit i närheten av täten under kvalet. Loris Capirossi vann loppet före nykomlingen Dani Pedrosa. Bådas närvaro i toppen var en överraskning. Överraskande var också Ducatis fart, då även Capirossis stallkamrat Sete Gibernau var med i toppen under kvalet.

### Resultat
| Plats | Förare            | Märke    | Grid | Kvaltid  |
| ----- | ----------------- | -------- | ---- | -------- |
| 1     | Loris Capirossi   | Ducati   | 1    | 1.39,064 |
| 2     | Dani Pedrosa      | Honda    | 5    | 1.39,734 |
| 3     | Nicky Hayden      | Honda    | 4    | 1.39,666 |
| 4     | Toni Elías        | Honda    | 6    | 1.39,875 |
| 5     | Marco Melandri    | Honda    | 7    | 1.39,932 |
| 6     | Casey Stoner      | Honda    | 15   | 1.40,982 |
| 7     | Shinya Nakano     | Kawasaki | 3    | 1.39,582 |
| 8     | Kenny Roberts Jr  | KR       | 13   | 1.40,497 |
| 9     | John Hopkins      | Suzuki   | 12   | 1.40,340 |
| 10    | Makoto Tamada     | Honda    | 16   | 1.41,119 |
| 11    | Colin Edwards     | Yamaha   | 10   | 1.40,181 |
| 12    | Chris Vermeulen   | Suzuki   | 11   | 1.40,215 |
| 13    | Carlos Checa      | Yamaha   | 14   | 1.40,851 |
| 14    | Valentino Rossi   | Yamaha   | 9    | 1.40,160 |
| 15    | Alex Hofmann      | Ducati   | 19   | 1.42,341 |
| 16    | James Ellison     | Yamaha   | 18   | 1.42,267 |
| 17    | José Luis Cardoso | Ducati   | 17   | 1.41,749 |
| 18    | Randy de Puniet   | Kawasaki | 8    | 1.40,146 |
| 19    | Sete Gibernau     | Ducati   | 2    | 1.39,285 |